# Keiko (film)
Pour les articles homonymes, voir Keiko.
Pour plus de détails, voir Fiche technique et Distribution.
Keiko est un film japonais réalisé par Claude Gagnon, sorti en 1979.

## Synopsis
Keiko cherche l'amour dans le café qu'elle fréquente régulièrement.

## Fiche technique
- Titre : Keiko.
- Réalisation : Claude Gagnon.
- Scénario : Claude Gagnon.
- Musique : Jun Fukamachi.
- Photographie : Andrée Pelletier.
- Montage : Claude Gagnon.
- Production : Claude Gagnon.
- Pays :  Japon.
- Genre : Drame.
- Durée : 119 minutes.
- Dates de sortie :
  -  Japon : 17 novembre 1979.

## Distribution
- Junko Wakashiba : Keiko
- Akiko Kitamura : Kazuyo
- Takuma Ikéuchi
- Toshio Hashimoto : Terayama
- Nobuo Nakanishi

## Distinctions
Le film a reçu le prix spécial lors de la cérémonie des Prix Hōchi du cinéma 1979.